# Notophrudus mendozi
Notophrudus mendozi är en stekelart som beskrevs av Porter 1993. Notophrudus mendozi ingår i släktet Notophrudus och familjen brokparasitsteklar. Inga underarter finns listade i Catalogue of Life.